# ینگی قلعه شهرک
ینگی قلعه شهرک یک روستا در ایران است که در دهستان بدرانلو واقع شده‌است. ینگی قلعه شهرک ۱۳۱ نفر جمعیت دارد.